# Lavabo
Cet article concerne la vasque sanitaire. Pour la vasque liturgique, voir Lavabo (christianisme).

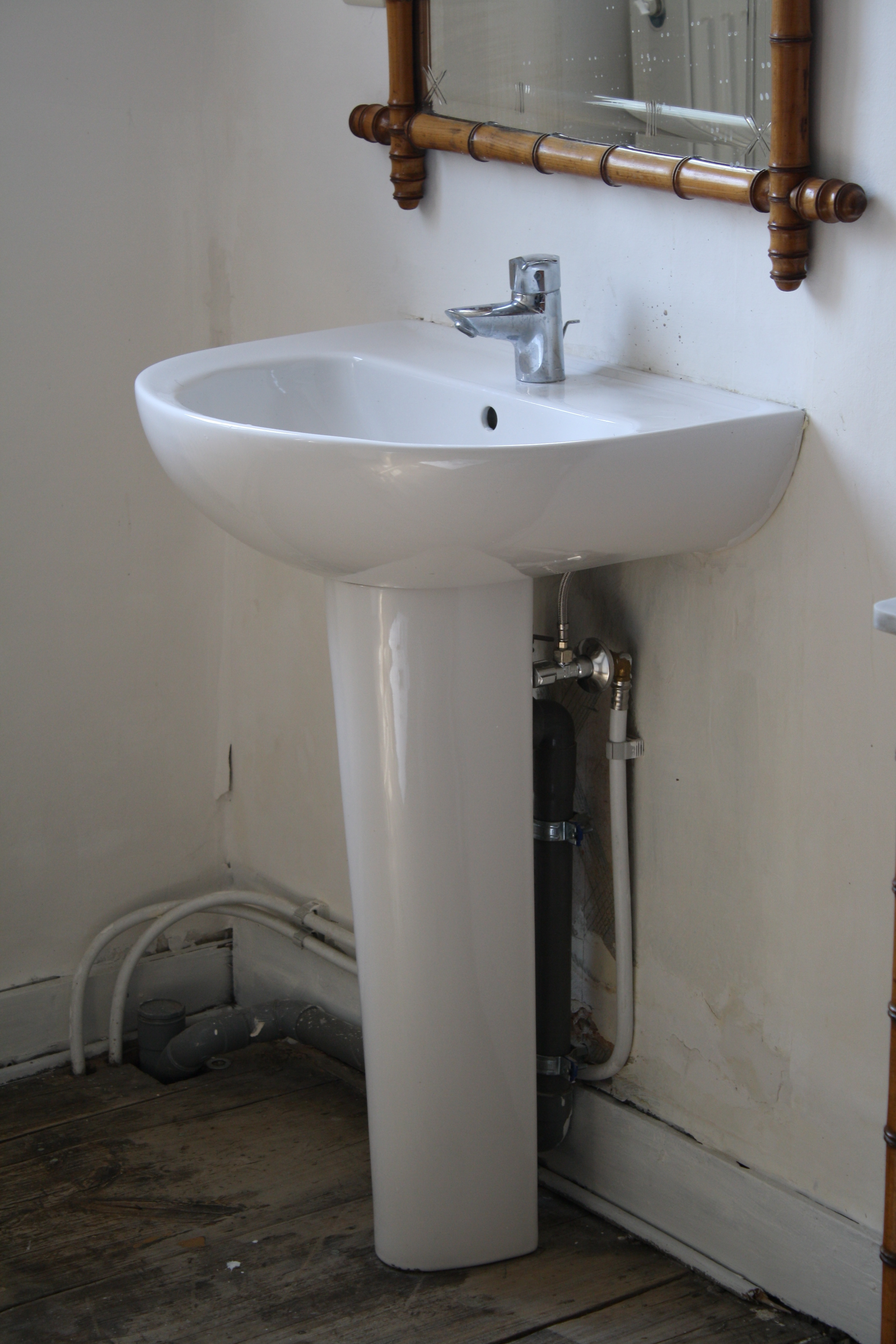
Un lavabo en porcelaine.

Un lavabo est une vasque destinée à la toilette. Il est souvent disposé dans une salle de bains, aux toilettes ou dans une chambre.

## Histoire

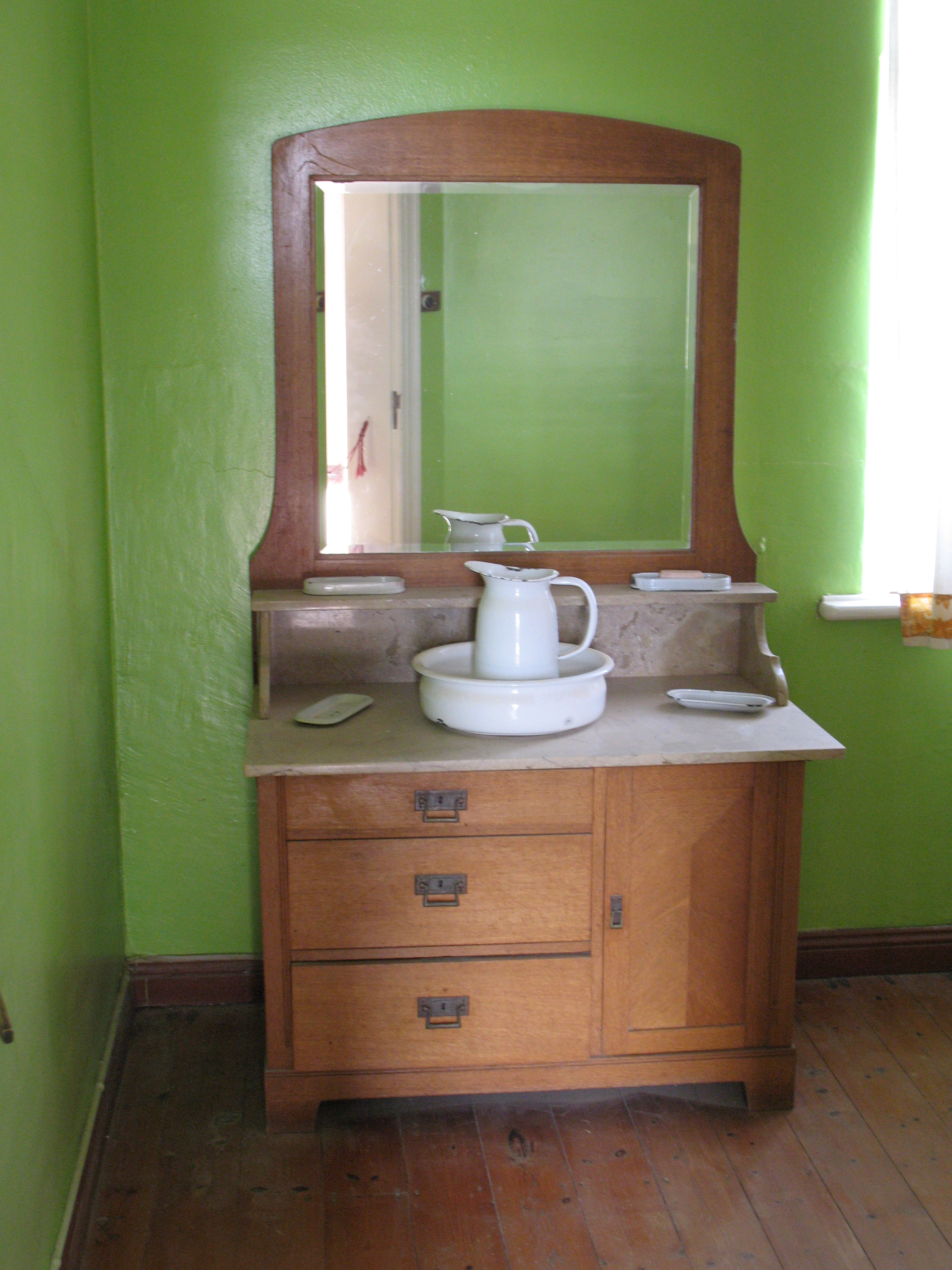
Meuble de toilette et service de toilette, Kolmanskop, Namibie.

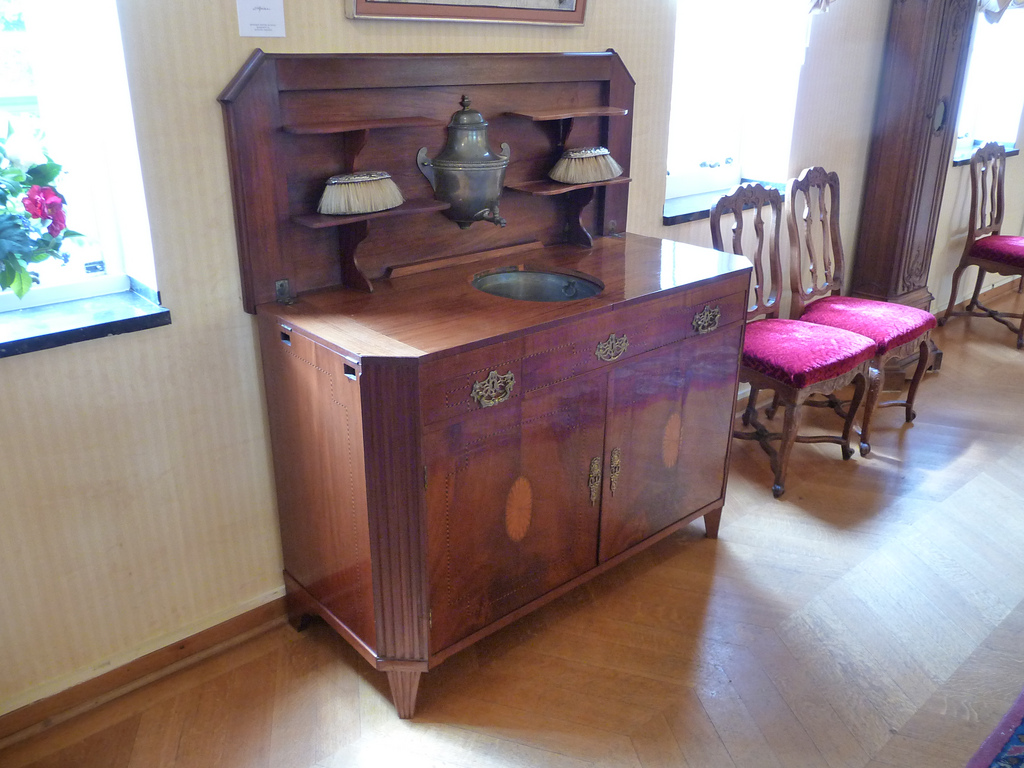
Meuble de toilette, musée au Vrijthof.

Dans la tradition chrétienne, le lavabo désigne aussi un mobilier destiné aux ablutions liturgiques.
D'autre-part, au XIIe siècle, les monastères cisterciens aménagent à l'intérieur du cloître un édicule au sein duquel se trouve une fontaine nommée lavabo ou fontaine. Par extension, la pièce contenant cette fontaine est également nommée lavabo. Les cisterciens du XIIe siècle s'occupant de rudes travaux manuels, il leur fallait, avant d'entrer à l'église ou au réfectoire, laver les souillures qui couvraient leurs mains.
On donne le nom d'évier ou pierre à évier ou pierre à laver, à la pierre creusée qui reçoit l'eau domestique. Quelquefois agrémenté d'une pompe à bras, c'est pendant longtemps le seul point d'eau de la maison.
Tant que l'eau n'est pas distribuée dans les pièces des appartements par un réseau de conduites, ce qui se développe à partir du milieu du XIXe siècle, les lavabos consistent souvent en un meuble bas, le meuble de toilette, couvert éventuellement d'une plaque de marbre, et sur lequel sont posées une vasque de faïence et une cruche, le service de toilette.
Une tablette et un miroir complètent quelquefois le meuble.

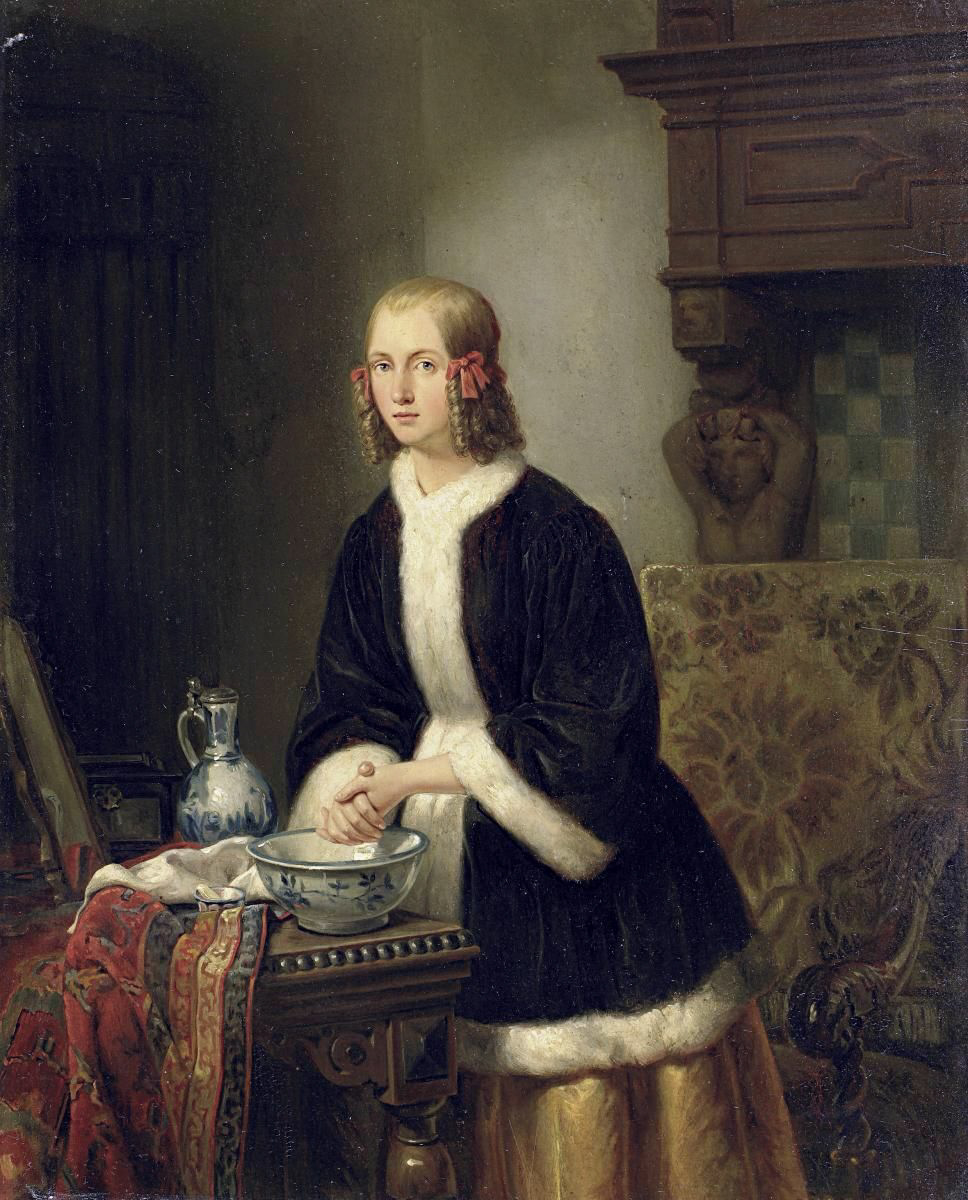
Victor Kühnen, Dame faisant sa toilette, 1836
Femme nue lavant son visage, Eadweard Muybridge, 1872-1885
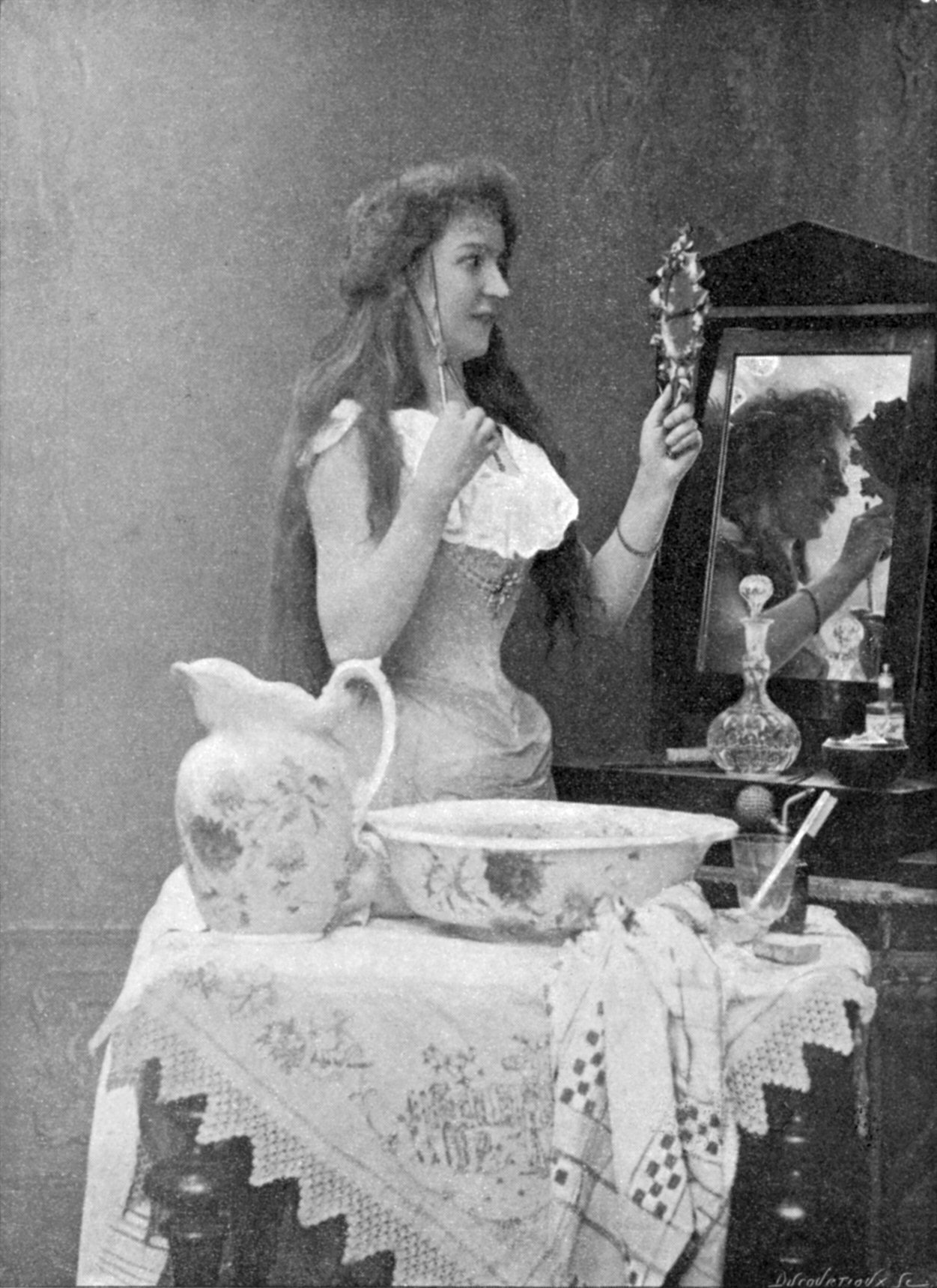
La Parisienne faisant sa toilette, 1899
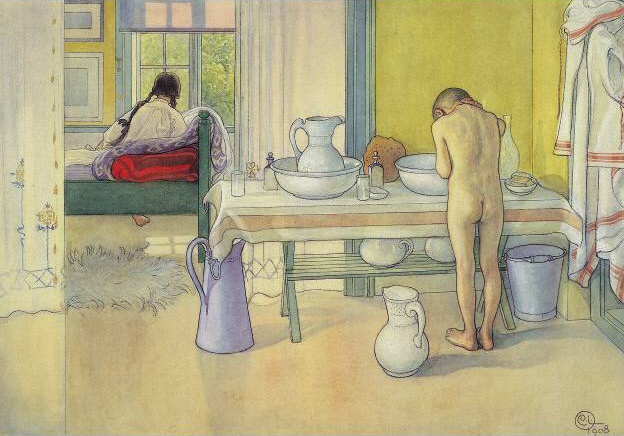
Carl Larsson, Summer Morning, 1908
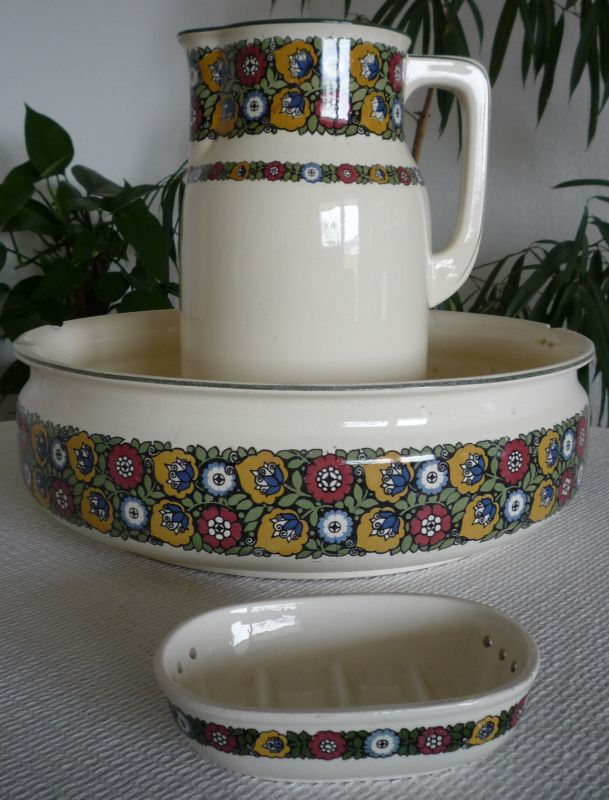
Service de toilette, Villeroy & Boch, Drina, 1910
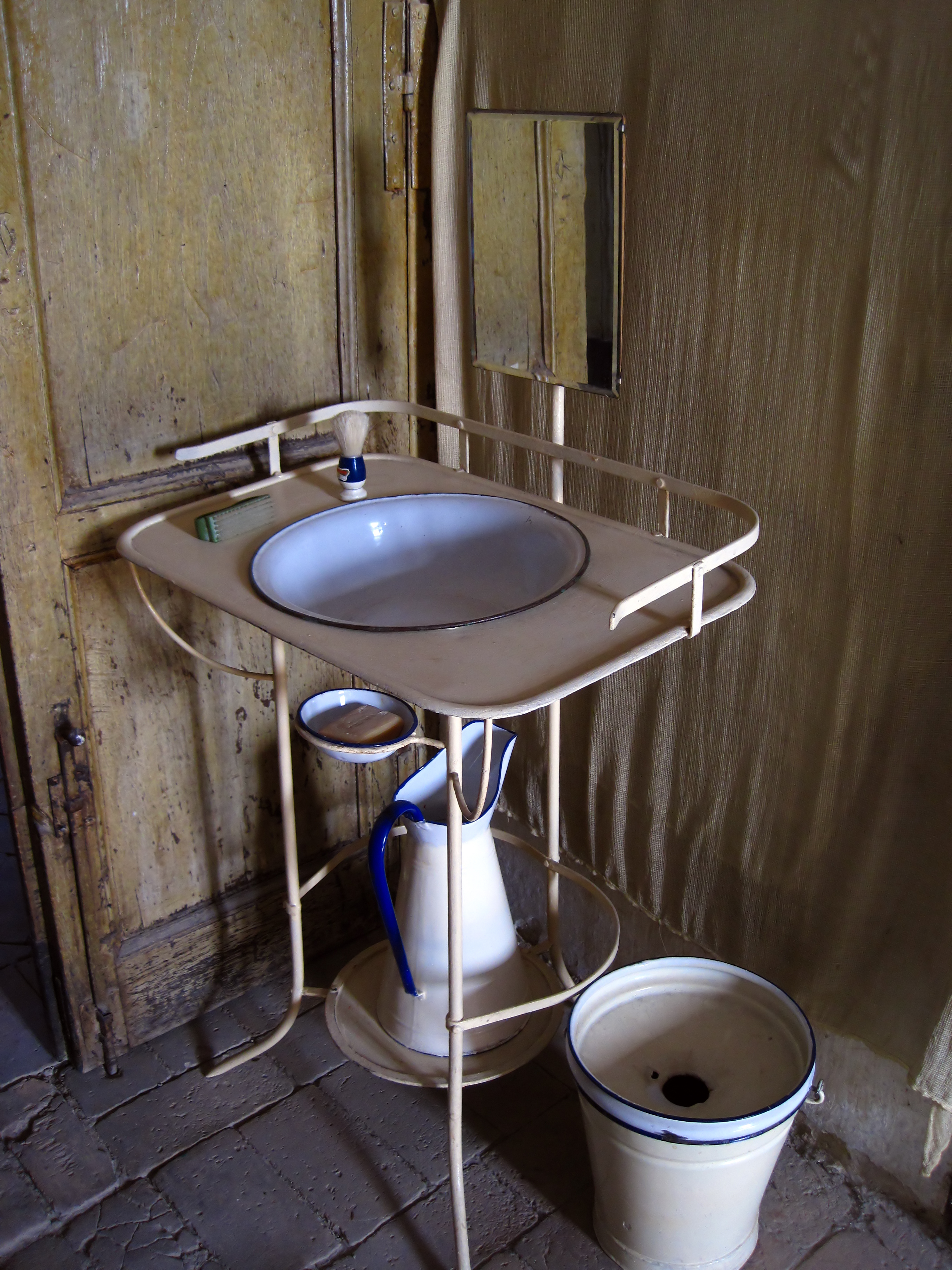
Ancien lavabo au palazzo Lauria (San Mauro Forte), 1930

Le service de toilette qui s'accompagne éventuellement d'un porte-savon sera l'objet d'une production en série par les faïenceries, qui en feront quelquefois un objet de luxe richement ouvragé.

## Description
Le lavabo est généralement fabriqué en porcelaine sanitaire ou en grès sanitaire, équipé ou non d'un trop-plein et d'une bonde manuelle, automatique ou fixe, suspendu (accroché au mur via des boulons ou des crochets), encastré dans un plan de travail (il est alors appelé « vasque »), ou posé sur une colonne. Le lavabo intègre ou non un porte-serviette ou un porte-savon.
Il est pourvu d'un robinet l'alimentant en eau courante, et d'un système d'évacuation des eaux usées munie d'un siphon à godet ou en tube.
Les petits modèles appelés lave-mains équipent également les toilettes.
Par extension, la pièce de leur disposition multiple peut être désignée au pluriel : « les lavabos ».

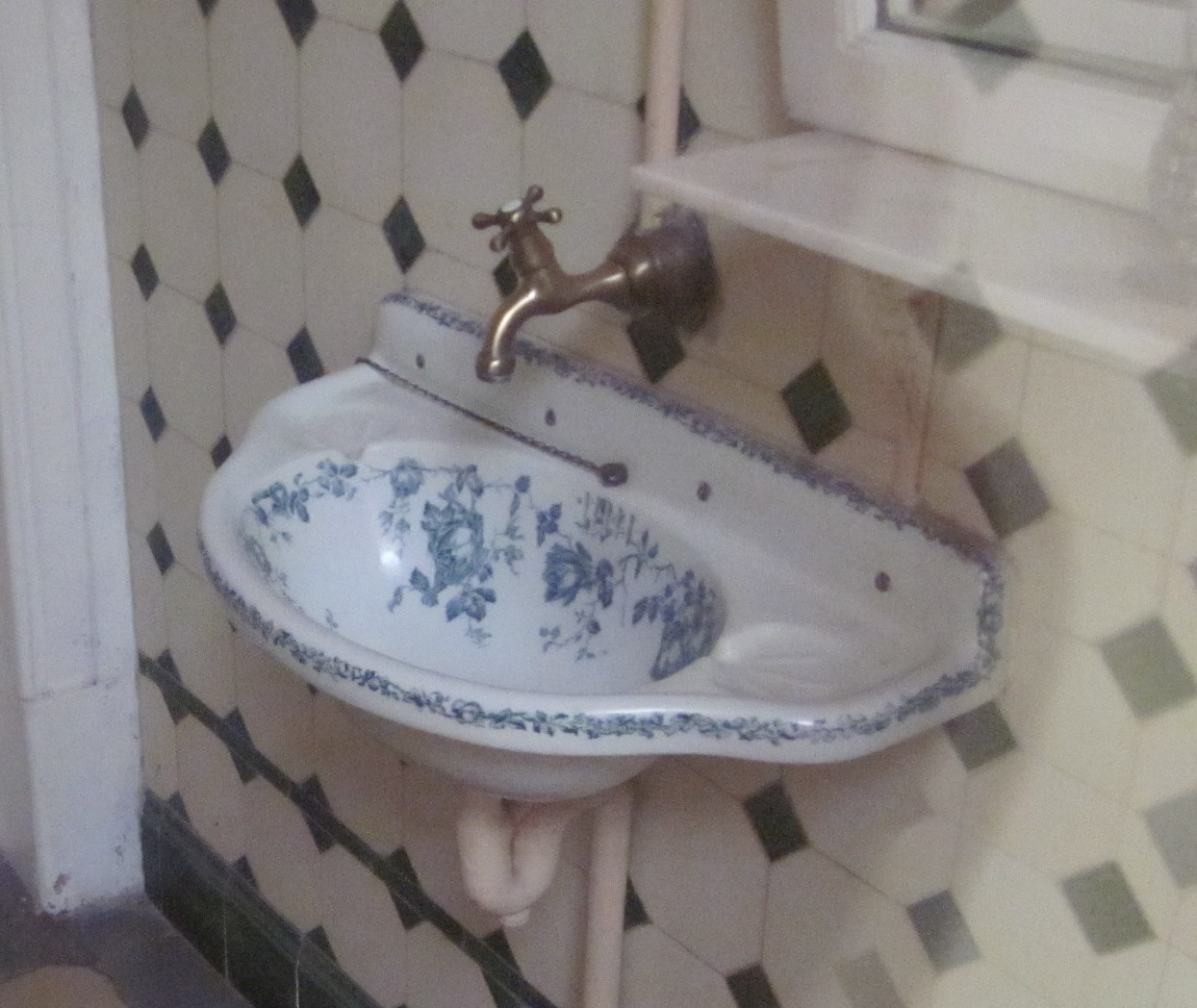
Lavabo de porcelaine, Jardins de Passeio Alegre, Porto, Portugal
Vasque
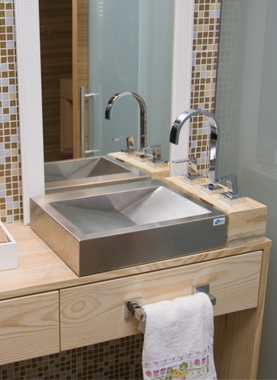
Vasque en inox
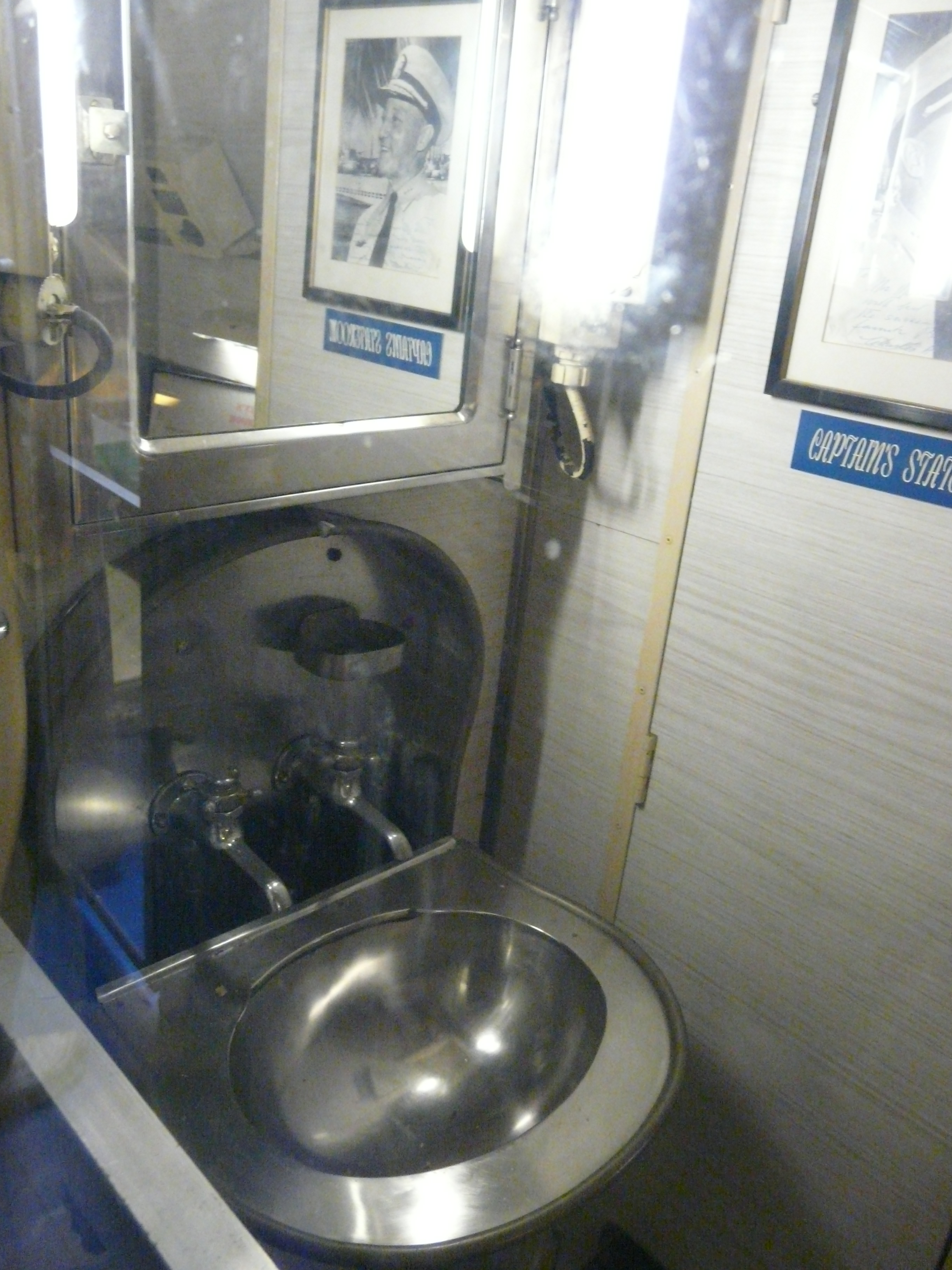
Lavabo de sous-marin, USS Becuna, Independence Seaport Museum
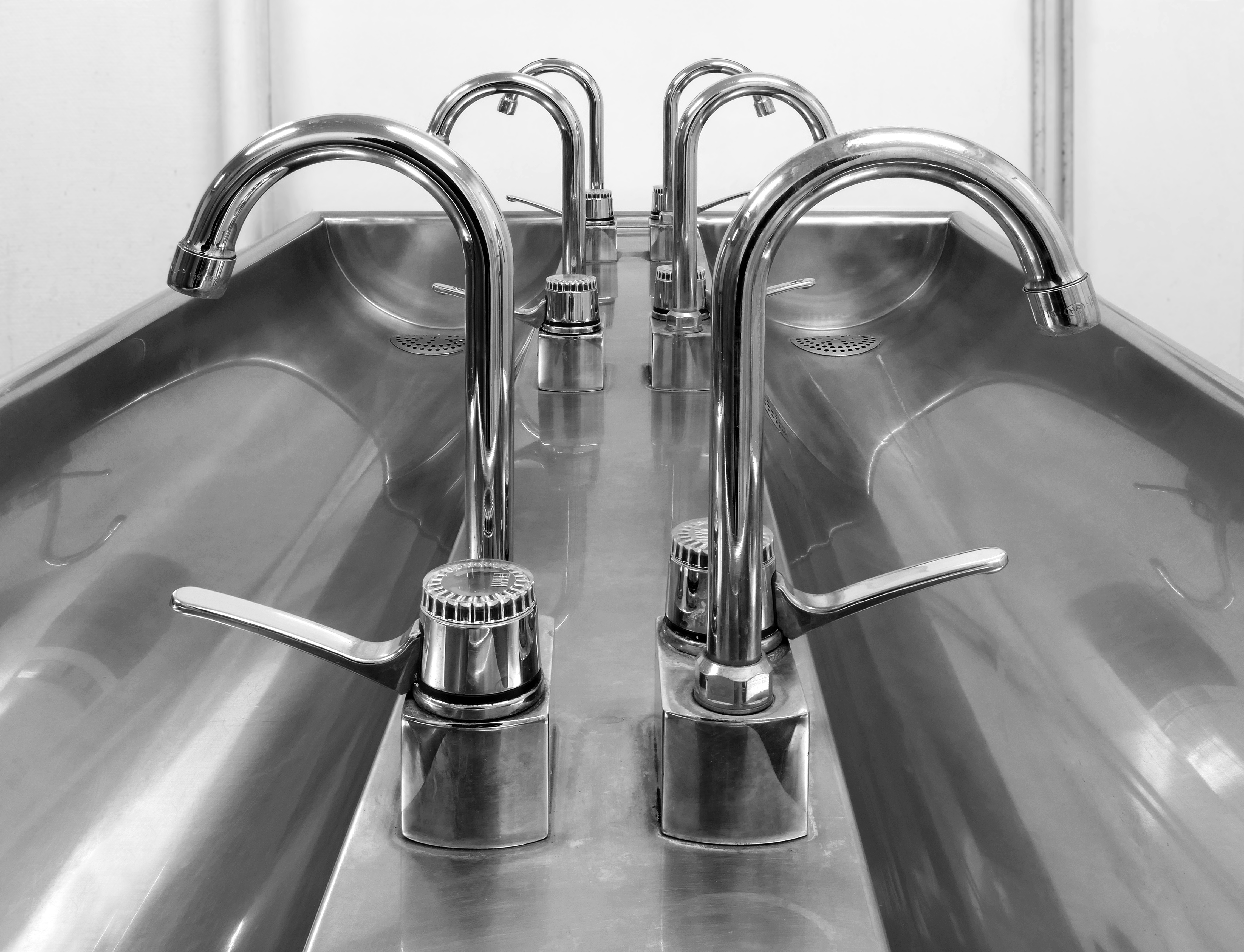
Lavabo pour hommes dans un ancien atelier à Lysekil, Suède.
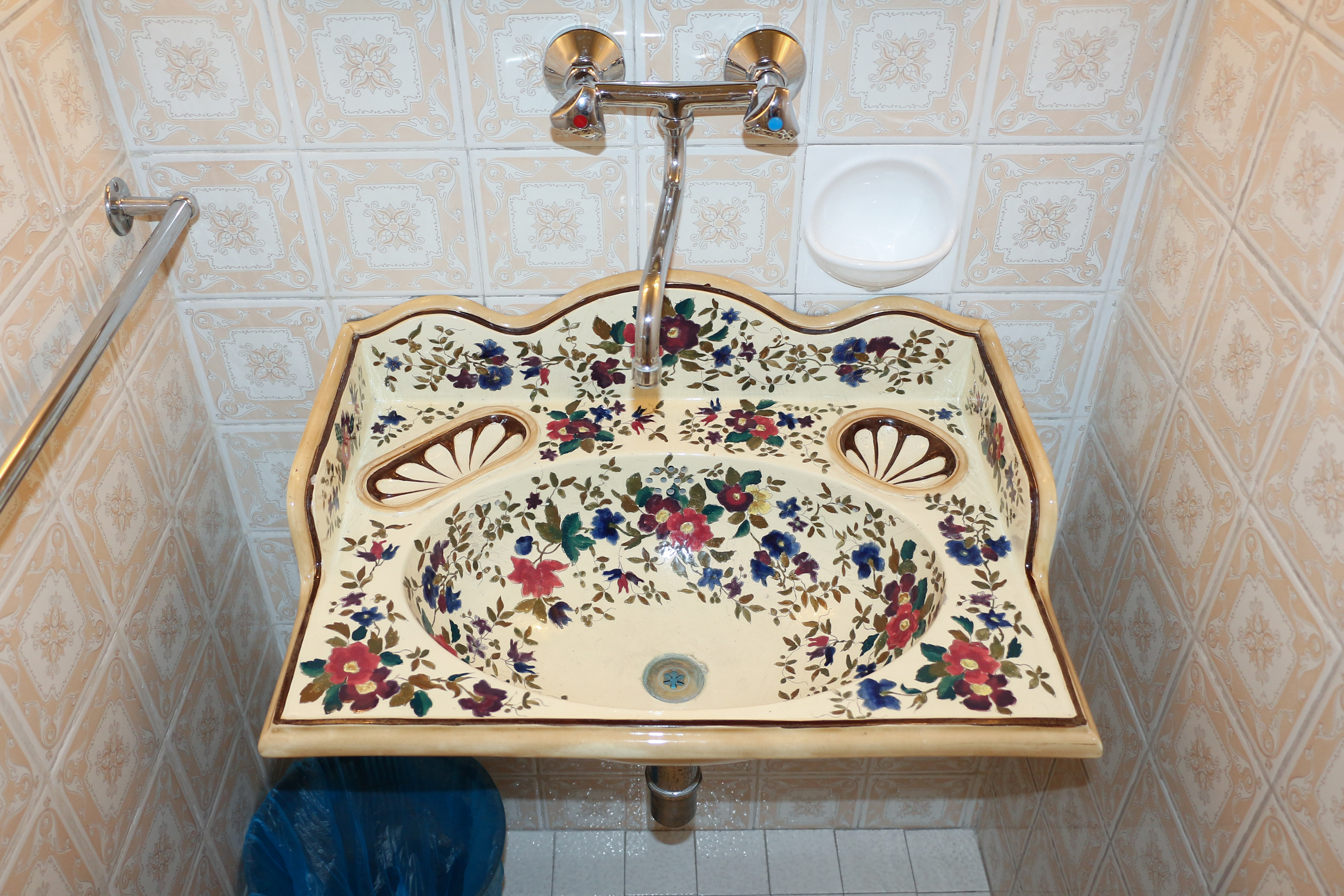
Lavabo au Théâtre national croate de Zagreb en Croatie

## Types de lavabo
Aujourd'hui, il existe plusieurs types de lavabo pour différentes installations dans la salle de bain : 
- Vasque sur plan
- Lavabo sous plan
- Lavabo encastré
- Lavabo sur pied
- Lavabo suspendu

### Matériaux
Pour un certain usage esthétique, les lavabos peuvent être conçus en plusieurs matériaux qui peuvent être offerts en plusieurs couleurs et dans des finis mats et lustrés. 
- Céramique
- Résine
- Pierre
- Marbre
- Granite
- Béton
- Verre
- Bois
- Terre cuite
- Inox
- Acrylique
- Polymarbre

### Formes
- Ronde
- Carré
- Ovale
- Rectangulaire
- Oblongue
- Allongé
- Évasé

## Dans les arts et la littérature
Si la baignoire est un élément de décor associé à des scènes érotiques ou de suicide, et le rideau de douche est associé au suspense (voir Psychose), le lavabo est un motif récurrent des scènes de torture par noyade au cinéma. Surmonté d'un miroir, il est le lieu où le héros se trouve confronté à lui-même (souvent le matin au réveil) ; d'une armoire à pharmacie, celui où apparaît la tentation du suicide par ingestion de médicaments.
Lavabo est le titre d’une chanson d’Alain Bashung.